# 쿠마이 유리나

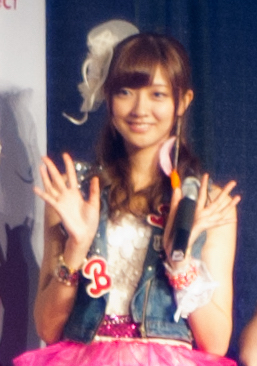

쿠마이 유리나(熊井友理奈, 1993년 8월 3일 ~ )는 일본 가나가와현 출신의 여자 아이돌, 배우, 모델이며 여성 아이돌 그룹 Berryz코보의 멤버이다. 업프런트 크리에이트(업프런트 그룹), 타케오카 사무소 소속이다.

## 인물
- 신장은 181cm이다. 일본 여자 아이돌 중에서 가장 크다.[1]
- 대한민국의 보이 그룹인 EXO와 SuperM의 멤버 카이의 팬이고 쿠마이 유리나가 인스타그램에서 카이를 팔로우했다.

## 활동
헬로! 프로젝트, 헬로! 프로젝트 키즈 및 각 소속 유닛에서의 활동은 각각의 항목을 참조.

### 텔레비전
- 요로시쿠! 센빠이 (2004년 1월 5일 - 4월 2일, 테레비도쿄)
- 무스메DOKYU! (2005년 4월 4일 - 6월 17일, 테레비도쿄)
- 베리큐! (2008년 3월 13일 - 10월 3일, 테레비도쿄)
- 요로센! (2008년 10월 6일 - 2009년 3월 27일, 테레비도쿄)

### 라디오
- 통쾌! 베리즈 왕국 (2009년 7월 3일 - 2012년 3월 30일, SKY PerfecTV!)
- BZS1422 (2012년 7월 8일 - 2015년 3월 1일, RF라디오닛폰)

### 영화
- 강아지 단 이야기 (2002년 12월 14일 - , 도에이)
- Promise Land ~ 클로버즈의 대모험 ~ (2004년 7월 17일 - 9월 5일, 후지테레비 오다이바 모험왕 2004에서)
- 왕게임 (2011년 12월 17일, BS-TBS)

### 사진집
- 1st 솔로 사진집「友理奈」(2007년 8월 29일, 카도카와그룹퍼블리싱) ISBN 978-4-04-894500-4
- 2nd 솔로 사진집「FLOWERAGE」(2009년 7월 25일, 카도카와그룹퍼블리싱) ISBN 978-4-04-895049-7
- 3rd 솔로 사진집「アロハロ！熊井友理奈写真集『クマスポ！』」(2010년 12월 17일, 카도카와그룹퍼블리싱)

### DVD
- one day in autumn (2011년 12월 23일)
- Lily (2012년 4월 18일)
- brand new day (2013년 10월 5일)